# Fünf Silas
Dieser Artikel wurde in der Qualitätssicherung Religion eingetragen. Hilf mit, die inhaltlichen Mängel dieses Artikels zu beseitigen, und beteilige dich an der Diskussion.
Die Fünf Silas oder Pancasila (Pali pañcasīla, skt. पञ्चशील, IAST pañcaśīla) bezeichnen im Buddhismus die grundlegenden Übungsregeln (pali sikkhāpada) zur Entwicklung von Sittlichkeit (pali sīla). 
Die Silas sind praktische Zusammenfassungen von Übungsvorsätzen für die Entwicklung des Tugendabschnitts des Edlen Achtfachen Pfads (Rechte Rede, Handlung und Lebensweise) und als Gegenstand der Achtsamkeit im täglichen steten Verhalten zu verstehen. Die Einhaltung von Silas oder Verhaltensregeln erfolgt anfänglich auf Vertrauen (saddha), gewonnen aus grober Einsicht über den Nutzen des Verhaltens, im Hinblick auf Ursache und Wirkung (Karma) und fördert die Gewissensfreiheit, die zur Erlangung angemessener Konzentration und Einsichtgewinnung erforderlich sind. Gleichzeitig schützt die Einhaltung von Silas vor Verletzungen anderer sowie seiner selbst und trägt zur Harmonie im Umfeld und im Alltag bei.
Tugend stellt die Basis der buddhistischen Praxis in allen Traditionen als Teil des Achtfachen Pfades dar und ist für einen erfolgreichen und ernsthaften Weg unumgänglich.
In der Regel erfolgt die Annahme der fünf Übungsverhaltensregeln als die Grundlage der Übung mit der Zuflucht in Buddha, Dharma und Sangha und wird von einer eingeweihten Person (Bhikkhu oder Bhikkhuni) oder zumindest von einer tugendhaften und eingewiesenen Person erbeten. Laienanhänger, die eine ernsthafte Zuflucht im Pfad Buddhas suchen, nehmen zumindest die grundlegenden fünf Verhaltensregeln auf sich. Personen, die sich neben einem moderaten Leben auch intensiver der Meditation widmen wollen, kommen in der Regel mit den acht Silas aus. Jene, die als Laien ein nahezu klösterliches Leben führen, nehmen sich der Einhaltung von den zehn Verhaltensregeln eines Novizen (Samana oder Samaneri) an. Buddhistische Mönche oder Nonnen halten sich je nach Tradition und Einweihungsgrad an 150 bis 227 Regeln (311 Regeln für Bhikkhunis), die neben dem reinen Tugendverhalten auch Regeln der Umgangsform zur Wahrung des Ansehens der klösterlichen Sangha umfassen.

## Fünf Silas
Die formale Annahme der fünf Tugendregeln (Pali: pañca-sila) erfolgt durch die verbale oder zumindest geistige Wiederholung der einzelnen Regeln. Die Formel für das Vorhaben zur Einhaltung dieser Übungsregeln fällt nach der Anfrage und Zufluchtnahme (hier aus der Theravada-Tradition in Pali):
- Ich nehme mich der Übungsregel des Abstehens Leben zu nehmen an.
- Ich nehme mich der Übungsregel des Abstehens vom Stehlen (nehmen was nicht gegeben ist) an.
- Ich nehme mich der Übungsregel des Abstehens von sexuellem Fehlverhalten an.
- Ich nehme mich der Übungsregel des Abstehens vom Lügen (Unwahrheit Sprechen) an.
- Ich nehme mich der Übungsregel des Abstehens von der Annahme berauschender Mittel, die zur Gewissenlosigkeit führen, an.

Diese einfachen Regeln sind für jede Person, unabhängig von ihrem Alter, in ihrem Wahrnehmungsbereich anwendbar und natürlich von der Bewusstseinsentwicklung des Einzelnen abhängig. Auch wenn es dazu zahlreiche Kommentare und Auslegungen gibt, bleiben sie so einfach und anspruchsvoll wie sie sind.

## Acht Silas
Die acht Tugendregeln (Pali: atthangasila) werden von vertrauensvollen Laienanhängern an den wöchentlichen buddhistischen Uposatha-Fastentagen eingehalten. An diesen Tagen versammelt sich die Laiengemeinschaft in den Klöstern oder Viharas, um Zuflucht und eine Erneuerung der Tugendregeln zu erbitten. Dort, wo diese mondphasenabhängigen Einhaltungstage gepflegt werden, treffen sich die Laienanhänger schon am Vorabend und verbringen die Nacht mit Dhamma-Gesprächen oder Meditation sowie den Vorbereitungen und Arbeiten in den Klöstern zur Unterstützung der Mönchs- oder Nonnengemeinschaft.
Menschen, die sich einem meditativen Leben widmen und deren Lebensweise entsprechend ist, oder Personen, die sich einer Meditationsklausur unterziehen, nehmen diese Regeln als stete Begleitung in ihrem Alltag auf sich. 
Sie ergänzen die fünf Silas um drei weitere Regeln:
- Ich nehme mich der Übungsregel des Abstehens von Essen zu verbotener Zeit (nach mittags zwischen Sonnenhöchststand und Sonnenaufgang[4]) an.
- Ich nehme mich der Übungsregel des Abstehens von Tanzen, Singen, Musik, Unterhaltungsveranstaltung zu besuchen, Tragen von Schmuck, Gebrauch von Duftstoffen, und Verschönerung des Körpers mit Kosmetik an.
- Ich nehme mich der Übungsregel des Abstehens vom Liegen auf hohen und üppigen Liegen an.

Im Zuge einer Meditationsklausur wird die Übungsregel des Abstehens von sexuellem Fehlverhalten auf ein keusches Leben ausgeweitet bzw. ausgetauscht:
- Ich nehme mich der Übungsregel des Abstehens von sexuellen Handlungen an.

## Zehn Silas
Ähnlichen Inhalt haben auch die zehn Tugendregeln (Pali: dasasila) für Novizen (Samaneras). Sie ergänzen die acht Tugendregeln (die siebte Regel wird in zwei Regeln getrennt) um eine weitere:
- Ich nehme mich der Übungsregel des Abstehens Gold und Zahlungsmittel[6] anzunehmen an.

## Unterscheidungen zwischen Laienpraxis und Klösterlichen Regeln
Der buddhistische Pfad ist ein stetig steigender Stufenpfad des Trainings (Anupubbi-Sikkha) und so ist auch die Zunahme der Strenge der Verhaltensregeln immer mit der entsprechenden Lebensweise, dem entsprechenden Lebensunterhalt in Übereinkunft und abhängig davon, was die einzelne Person für ihre Praxis bereit ist aufzugeben. Während ein Laie durchaus noch in einer sexuellen Beziehung im Einklang leben kann und Fortschritte machen wird, ist es für Mönche und Nonnen ein vollständiges Tabu und das kleinste Vergehen Grund genug, um aus der Klostergemeinschaft ausgeschlossen zu werden.